# Chiesa di Santa Ottilia (Renon)
La chiesa di Santa Ottilia o anche chiesa di Santa Odilia (in tedesco Kirche St. Ottilia) è la parrocchiale di Longostagno (Lengstein), frazione di Renon (Ritten) in Alto Adige. Fa parte del decanato di Bolzano-Sarentino e risale al XII secolo.

## Descrizione
La chiesa è un monumento sottoposto a tutela col numero 16722 nella provincia autonoma di Bolzano.